# Рошка (Грузия)
Рошка (груз. როშკა) — село в Грузии, в муниципалитете Душети края Мцхета-Мтианети. 

## География
Село расположено в северной части края, в 74 километрах по прямой к северо-востоку от центра муниципалитета Душети. Высота центра — 2000 метров над уровнем моря.

## Население
По данным переписи населения 2014 года, в селе проживало 10 человек.
| Год  | Население | Мужчины | Женщины |
| ---- | --------- | ------- | ------- |
| 1926 | 137       | 66      | 71      |
| 2002 | 53        | 29      | 24      |
| 2014 | 10        | 4       | 6       |